# Oligotoma falcis
Oligotoma falcis is een insectensoort uit de familie Oligotomidae, die tot de orde webspinners (Embioptera) behoort. De soort komt voor in India.
Oligotoma falcis is voor het eerst wetenschappelijk beschreven door Ross in 1943.